# Сакі (письменник)
Гектор Г'ю Манро (англ. Hector Hugh Munro, нар. 18 грудня 1870, Сітуе — пом. 13 листопада 1916, поблизу Бомон-Амеля), більш відомий під псевдонімом Сакі (фарсі, перс. ساقی (Saki) — виночерпій) — англійський письменник і журналіст, майстер короткого оповідання. Автор 135 новел, трьох романів і трьох п'єс. Фахівці порівнюють його творчість з О. Генрі, знаходять спільні риси з Редьярдом Кіплінгом та Льюїсом Керроллом.

## Біографія
Гектор Г'ю Манро народився 18 грудня 1870 року у  Британській Бірмі (нині — М'янма), в місті Ак'яб (нині — Сітуе). Шотландець за походженням. Син Карла Августа Манро, генерального інспектора Індійської Імператорської поліції, і Мері Френсіс Мерсер, доньки контр-адмірала Семюеля Мерсера. Її племінник, Сесіл Вільям Мерсер, згодом відомий як письменник Дорнфорд Йетс. Усі предки Манро служили англійській короні в колоніях: один із дідів — контр-адмірал, батько — в британській воєнній поліції у Бірмі (Бірма була частиною Британської імперії).
Коли хлопчикові виповнилося два роки, його мати під час візиту до родичів у Англії загинула в результаті нещасного випадку. Після цієї трагедії батько відіслав дітей до Англії на виховання бабусі та тіточок. У дитинстві Гектор Манро багато хворів і, як часто трапляється у подібних випадках, багато читав. У хлопчика розвинулася цікавість до історії, природознавства та міфології.
Навчався у Ексмутському коледжі та у Бедфордській граматичній школі. Після відставки батька-полковника разом із ним та молодшою сестрою протягом шести років подорожував Європою (Франція, Німеччина, Швейцарія). Спостереження, досвід спілкування із багатьма людьми, набуті за ці роки, стали пізніше основою багатьох його творів.
У 1893 році Манро, наслідуючи батька, поїхав служити до Бірми і прожив там більше року. Служив у поліції, але після тяжкого приступу малярії був змушений повернутися до Англії. У 1903 році Манро стає спеціальним кореспондентом газети Морнінг пост (The Morning Post), висвітлює військові дії на Балканах, потім переїжджає до Варшави, звідки 8 вересня 1904 р. вирушає до Петербурга, де перебуває майже три роки, вивчивши російську мову, як раніше декілька інших. У 1896 р. письменник поїхав до Лондона і розпочав писати політичні сатири у Вестмінстерський вісник. Декілька років прожив у Парижі, потім у 1896 р. повернувся до Лондона і повністю поринув у письменницьку роботу.
Дружини у письменника та журналіста не було. Під час Першої світової війни Гектор Г'ю Манро, незважаючи на вік, популярність і пропозиції тихої роботи перекладачем, вирушає добровольцем на фронт. Він навіть відмовився від офіцерського звання. На фронт пішов молодшим сержантом, вважаючи, що не має права командувати солдатами, не маючи гідного досвіду бойових дій. Сакі був убитий снайпером у перші години осіннього світанку 13 листопада 1916 р. під час нападу німецьких військ на Бомон-Амель. За спогадами його бойового товариша, навіть смертельно поранений у голову, письменник гідно тримався і залишався дотепним у властивому йому дусі: «Та погаси ж ти цю бісову сигарету!» (Put that bloody cigarette out!). Такими були останні слова Сакі.
На честь Гектора Г'ю Манро (Сакі) у центрі Лондона встановили блакитний пам'ятний знак. Його коротенькі оповідання неодноразово драматизувалися, були постановки у театрах, на радіо і телебаченні (у тому числі й у Хічкока).

## Творчість
Сакі відомий своїм гострим язиком, іронічним добі́рним стилем, чорним гумором. Його читали сміючись і обурюючись, за життя ним пишалася більшість великих письменників-сучасників (Гілберт Кіт Честертон, Грем Грін). Критики вважають, що він вплинув на творчість Алана Мілна і Вудгауза. В соціальній сатирі Сакі є попередником Івліна Во.
Письменник відомий під двома іменами: власним та псевдонімом. Друкувався під обома.
Перу Сакі належить 135 новел. За життя письменника вийшло 6 збірок фейлетонів та оповідань. Свою першу книжку, досить несподівану, «Розбудова Російської імперії» (1900), Манро створив, коли працював журналістом. Вона написана як наслідування відомої історичної книги Е. Гіббона «Історія занепаду і розрухи Римської імперії». Саме в цей час з'являється літературний псевдонім «Сакі», мовою фарсі він означає «виночерпій» або «підча́ший». Імовірніше за все, запозичений із рубаї Омара Хаяма. Проте є й інша версія, Сакі — рід мавп із ряду приматів родини сакієвих, що мешкають у Південній Америці. Така довгохвоста мавпочка фігурує в одному з оповідань Сакі, у якому з'їдає папугу хазяїна.
Ця дебютна книжка залишилася майже непомітною. Тоді Гектор Манро почав публікувати памфлети у «Вестмінстерській газеті» (Westminster Gazette) під власним ім'ям. У 1903 р. письменник успішно продовжив свою журналістську кар'єру, став спеціальним кореспондентом газети «Морнінг пост», де висвітлював військові дії на Балканах. У 1904 році видав свою першу збірку оповідань «Реджинальд». Враження, отримані під час проживання у Росії, покладені в основу збірки оповідань «Реджинальд у Росії» (1910). Вже після смерті автора, в 1924 році у Великій Британії була видана новела Манро «Давнє місто Псков». Після повернення письменника із Франції до Англії, його літературна творчість увійшла в пору розквіту. В 1911 році письменник публікує відомі «Хроніки Кловіса», а трохи згодом — романи «Нестерпний Бесінгтон» (1912) та «Коли прийшов Вільям» (1913). У 1914 році побачила світ остання прижиттєва збірка автора «Тварини й не лише вони» \ «Тварини і надтварини» (за життя письменника вийшло шість збірок фейлетонів та оповідань).
Оповідання збірки «Хроніки Кловіса» поєднані наявністю в них спільного персонажа Кловіса. До збірки увійшли такі оповідання: «Есме», «Тоберморі», «Тигр пані Пеклтайд», «Втеча леді Бастейбл», «Картина», «Срєдні Ваштар», «Житіє святого Веспалуса» та інші.
Збірка «Тварини та надтварини», видана у 1914 р. містить різнопланові оповідання:«Вовчиця», «Відчинене вікно», «Галеон скарбів», «Метод Шарца-Меттерклюма», «Дотик реалізму», «Візантійський омлет», «Мрійник», «Заборонені шуліки», «Ставка», «Місце для вола», «Геній самозахисту», «Лось», «Годі писати», «Чорнобурка», «Дівоча пам'ять» тощо.
Збірка оповідань «Іграшки світу» вийшла друком у 1919 році і містила такі твори: «Іграшки світу», «Вовки Черноґрацу», «Луї», «Спокута», «Примарний ланч», «Марк», «Доля», «За продовження війни» та багато інших.

## Екранізації
Найвідоміше оповідання Сакі, «Средні Ваштар», було двічі екранізовано. В 1980 р. американський режисер Емі Роуз Блох (англ. Amy Rose Bloch) відзняв 28-хвилинний фільм «Дитячі ігри» (англ. Child's Play), а через рік британський режисер Ендрю Біркін відзняв 25-хвилинну кіноверсію «Средні Ваштар». В 1981 р. чехословацьким режисером Вацлавом Бедріхом (Václav Bedrich)  за оповіданням був знятий однойменний 8-хвилинний мультиплікаційний фільм. 
В 2004 р. британською студією  Open Door Films Ltd (режисер та сценаріст James Rogan) було екранізовано у вигляді 12-хвилинної стрічки новелу "Відкрите вікно".  Раніше мотив цієї ж новели став основою для однієї з серій російської гумористичної передачі "Єралаш" - "Божевільний дім" (вип.№ 128, 1998 р.). 

## Перелік творів

### Збірки
- Реджинальд \ Reginald, 1904
- Реджинальд в Росії \ Reginald in Russia and Other Sketches, 1910
- Хроніки Кловіса \ The Cronicle of Clovis, 1911
- Тварини і надтварини \ Beasts and Super-Beasts, 1914
- Іграшки світу \ The Toys of Peace, 1919
- Квадратне яйце \ The Square Egg and Other Sketches, 1924

### П'єси
- Чортова дюжина \ The Baker's Dozen, 1910
- The Watched Pot \ Співавтор Чарльз Мод, 1924
- The Miracle-Merchant, 1934
- Karl-Ludwig's Window, 1944

### Романи
- Нестерпний Бесінгтон \ The Unbearable Bassington, 1912
- Коли прийшов Вільям \ When William Came, 1913

### Видання українською мовою
Українською мовою твори Сакі вперше було надруковано у видавництві «Знання». У 2014 році вийшла збірка «Галеон скарбів та інші історії» у перекладі Андрія Пехника, що містить такі оповідання: «Житіє святого Веспалуса», «Тигр пані Пеклтайд», «Втеча леді Бастейбл», «Полотно», «Цап у городі», «Вовчиця», «Відчинене вікно», «Галеон скарбів», «Метод Шарца-Меттерклюма», «Дотик реалізму», «Візантійський омлет», «Мрійник», « Заборонені шуліки», «Ставка», «Місце для вола», «Найкращий захист», «Лось», «Годі писати!», « Вовки Черноґрацу», «Луї», «Спокута», «Примарний ланч», «Доля», «Тоберморі».